# Dick Heinegård
Dick Heinegård, född 13 juni 1942, död  1 maj 2013, var en svensk biokemist. Han disputerade 1974 vid Lunds universitet och blev där senare professor i medicinsk och fysiologisk kemi. Hans forskning var koncentrerad kring biologi och patologi hos bindväv. Heinegård invaldes 2002 som ledamot av Vetenskapsakademien.